# Browneopsis
Browneopsis é um género botânico pertencente à família Fabaceae.

## Espécies
- Browneopsis disepala
- Browneopsis excelsa
- Browneopsis macrofoliolata